# Lutherkirche (Bonn)

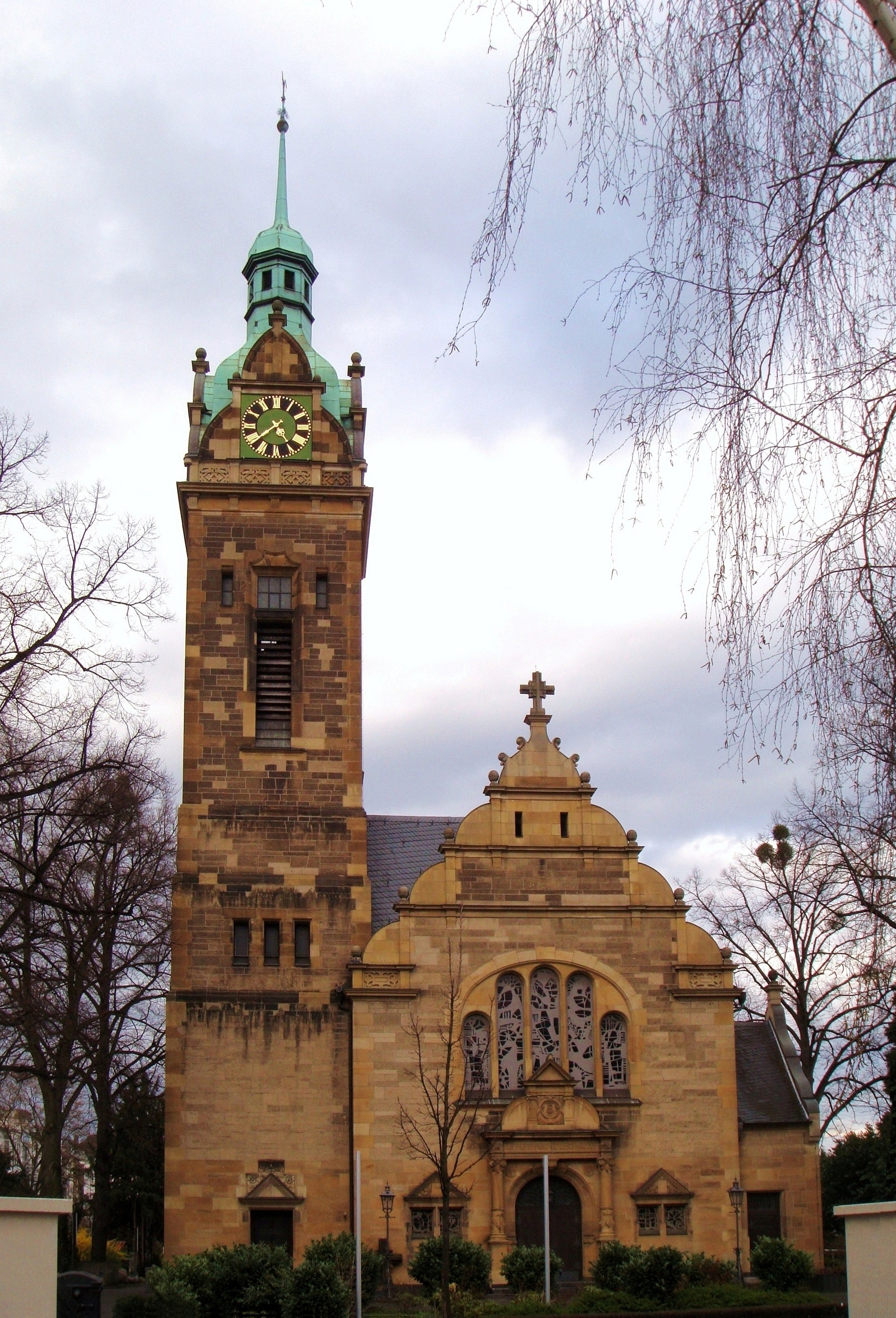
Blick von der Reuterstraße auf die Kirche, März 2009

Die Lutherkirche im Bonner Ortsteil Südstadt liegt an der Reuterstraße 11. Sie ist die zweitälteste evangelische Stadtkirche in Bonn und steht als Baudenkmal unter Denkmalschutz. Die Kirche ist seit 1949 nach Martin Luther benannt und wird von der Lutherkirchengemeinde in Poppelsdorf und Bonn-Südstadt genutzt, die zum Kirchenkreis Bonn der Evangelischen Kirche im Rheinland gehört. Sie steht an der Grenze zwischen Bonner Südstadt und Poppelsdorf in unmittelbarer Nähe zum Botanischen Garten.

## Geschichte
Vier Angehörige der evangelischen Gemeinde hatten 1897 auf eigene Kosten das spätere Baugrundstück der Kirche erworben. Sie boten es der Gemeinde zum Einstandspreis von 60.000 Mark an. Am 11. Juli 1898 wurde der Ankauf durch das Bonner Presbyterium genehmigt. Die 1899 erstellte Ausschreibung zum Kirchenbau forderte eine Trennung von Kirchenschiff und Chorraum und somit den freien Blick auf die Kanzel von allen Plätzen aus; die Baukosten durften 150.000 Mark nicht überschreiten. Die Gestaltung im gotischen Stil war ausdrücklich ausgeschlossen; ein Turm und Emporen waren vorzusehen. 110 Entwürfe wurden eingereicht und der Gemeinde vorgestellt. Zehn Projekte kamen in die engere Auswahl. Ausgewählte Entwürfe für den „Neubau der evangelischen Pfarrkirche in Bonn-Poppelsdorf“ wurden 1899 im Centralblatt der Bauverwaltung veröffentlicht. Am 17. November 1899 entschieden sich die Preisrichter unter Leitung von Eduard Simons für den Entwurf der Berliner Architekten Johannes Vollmer und Heinrich Jassoy, die ein Projekt in „maßvollen edlen Formen der deutschen Renaissance“ ausgearbeitet hatten – eine Epoche, die mit der Entstehung des Protestantismus verbunden wurde.
Bereits im Winter 1900/1901 wurde trotz noch nicht vorliegender endgültiger Baugenehmigung mit den Ausschachtungsarbeiten begonnen. Am 29. April 1901 erfolgte die Grundsteinlegung zum neuen Gebäude. 1903 war die Kirche errichtet. Am 18. Februar 1903, dem Todestag Martin Luthers (im Jahr 1546), wurde sie als Neue Evangelische Kirche geweiht. Als einzige evangelische Kirche in Bonn wurde sie im Zweiten Weltkrieg nicht beschädigt. Beim Fliegerangriff vom 18. Oktober 1944 zerbrachen lediglich einige Fenster. Seit 1949 trägt sie den Namen Lutherkirche. 1953 kam es zu einer Neugestaltung des Innenraums. Im Jahr 2004 wurde der Innenraum erneut umgestaltet und renoviert.
Heute ist die Kirche in der Region als Ort für musikalische Veranstaltungen bekannt. Regelmäßig werden klassische oder liturgische Konzerte, Opern, Jazz- und Chansongottesdienste oder sogar Kabarette (wie die Aufführung von Tod im Rheinland mit Rainer Pause und Martin Stankowski) inszeniert. Einer der Kantoren der Kirche war Heinrich Boell. Auch dient die Kirche zeitweise als Ausstellungsraum für Kunst.

### Bedeutende Veranstaltungen (Auswahl)
Die zentrale Lage der Kirche in der damaligen Bundeshauptstadt Bonn führte zu häufiger Nutzung bei bedeutenden Feierlichkeiten. So wurde in der Lutherkirche 1949 der Gottesdienst zur konstituierenden Sitzung des ersten Deutschen Bundestags gefeiert. Auch der Eröffnung des zweiten deutschen Bundestags am 6. Oktober 1953 wurde hier im Rahmen eines Gottesdienstes gedacht. Im Jahr 1952 wurde hier die Trauerfeier für Elly Heuss-Knapp, 1979 für Felix von Eckardt und 1981 für Ulrich Scheuner gehalten. Im Jahr 2017 war die Kirche Ort der Trauerfeier für Horst Ehmke.

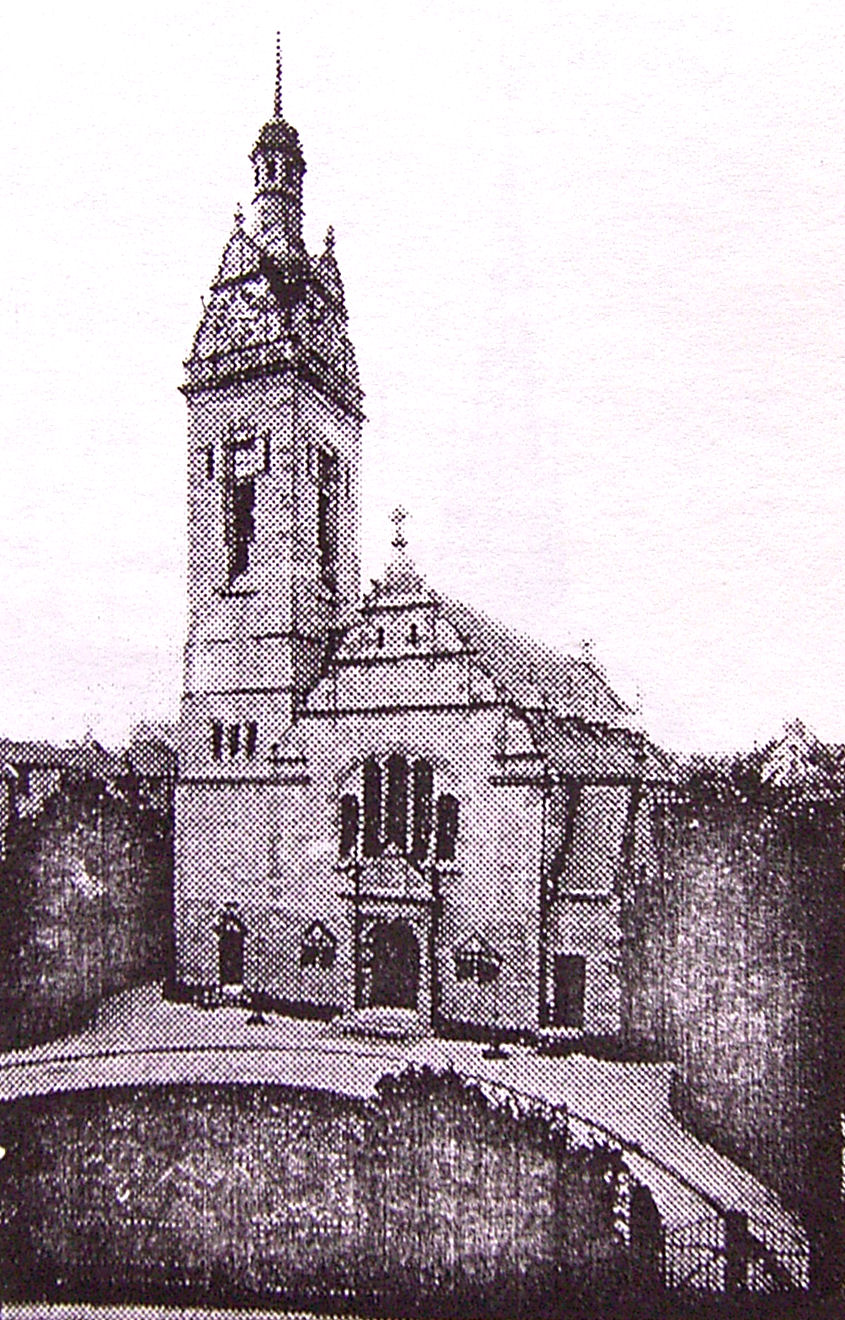
Ansicht kurz nach Fertigstellung, um 1905

## Architektur und Ausstattung
Die heutige Lutherkirche folgt architektonisch den Forderungen des Wiesbadener Programms. Die Kirchengestaltung sollte in erster Linie der Schaffung einer lebendigen, in den Gottesdienst einbezogenen Gemeinde mit Schwerpunktlegung auf die Predigt dienen und nicht vor allem einer vorgegebenen Formensprache und liturgischen Handlungen folgen. Die Lutherkirche wird deshalb auch als Predigtkirche klassifiziert. Die Kirche bietet Raum für etwa 800 Personen.
Der einschiffige Saalbau verfügt über einen eingezogenen Rechteckchor sowie an den Längsseiten über knapp zwei Meter tiefe Abseiten. Auf den Arkadenbögen dieser Abseiten stehen die Obergaden, in denen sich die Fenster befinden. Der schlanke Turm steht westlich an der Fassade, ist 50 Meter hoch und fasst drei Glocken. Er trägt eine geschwungene Haube ohne Laterne.
Das Gebäude ist in historistische Formen gefasst, vorherrschend sind Stilformen der deutschen Renaissance. Die Architektur des Turmes ist an den Schlossbau der Hochrenaissance angelehnt. Die auffallende Schmuckfassade verfügt über einen aufwendig gestalteten und mehrfach geschweiften Giebel sowie ein großes fünfteiliges und gestaffeltes Fenster über dem Portal. Auf dem von zwei Säulen getragenen Architrav im repräsentativen Portal steht der erste Vers aus Martin Luthers Lieblingspsalm 46: „Ein feste Burg ist unser Gott“. An der Fassade finden sich Blumen- und Rosenornamente.

### Innenraum
Die Innenraumgestaltung ist von dem Fortfall der noch im 18. Jahrhundert üblichen Trennung von Kirchenschiff und Chor geprägt. Das tonnengewölbte Innere wurde im Jahr 1953 neu gestaltet: Die bis dahin vorhandene motivische Ornamentausmalung der Gewölbe im Jugendstil wurde durch grünblauen und weißen Anstrich ersetzt, wodurch der Kirchenraum nüchterner wirkt.
Die Sitzbänke sind geschwungen und auf den Altar ausgerichtet. In den Seitennischen befinden sich textile Wandbehänge. Der Altarraum ist um zwei Stufen erhöht. Der vor dem Chor stehende Altar und das daneben stehende Taufbecken zeigen romanisierende Formen. Vier Rosen (die Lutherrose ist ein Symbol der evangelisch-lutherischen Kirchen) und weitere Pflanzen schmücken das Becken. Blumen- und Rosenornamente finden sich auch an Säulen und den historischen Holzbänken. Der moderne Orgelprospekt steht, noch einmal erhöht, hinter dem Altarraum im Chor. 

### Kunstwerke (Auswahl)
Seit den 1990er Jahren arbeitet die Kirchenleitung mit Künstlern zusammen und stellt das Gebäude und den Kirchhof zur Präsentation von Kunstwerken zur Verfügung. Einige dieser Werke verbleiben dauerhaft in der Kirche. So sind im Kirchenschiff an den oberen Querwänden zwei Kunstschriftzüge angebracht – DUBISTFRAGE und DUBISTANTWORT. Sie stammen von Babak Saed aus dem Jahr 2004. 1996 wurde eine blattvergoldete Bank als Teil der Installation Zeitweilig von Heide Pawelzik aufgestellt, die ebenfalls Teil der Kirchenausstattung geworden ist. Zwei Bildtafeln Isebel von Julitta Franke befinden sich seit 1998 im Eingangsteil des Kirchenraums. Sie thematisieren die biblische Isebel. Die Künstlerin Petra Siering schuf im Jahr 2007 die Skulptur-Installation Oberhalb – Unterhalb, von der noch heute eine eiserne Platte neben dem Portal außerhalb der Kirche erhalten ist.
2013 stellte Benedikt Birckenbach zeitweilig einen achteckigen, fünf Meter hohen Trichter vor der Kirche auf. Ebenfalls nur vorübergehend wurden 2017 Kunstinstallationen von Paul Schwer im Kirchenraum aufgehängt. Es handelte sich von durch Hitze verformte PET-Kunststoffplatten.

### Fenster
Die Kirche ist mit Betonglasfenstern ausgestattet. Neben zwei kleineren, quadratischen Fensterpaaren im Eingangsbereich verfügt der Kirchenraum über acht dreiteilige Fenster im Schiff und zwei zweiteilige Fenster im Chorraum. Die Front zeigt auf Emporenhöhe ein fünfteiliges Fenster. Die Fenster wurden von Hermann Gottfried entworfen und datieren vom Jahr 1965. Bis auf die vier kleineren Fenster im Eingangsbereich sind alle Fenster als motivlose Kompositionen mit gedeckter Farbgebung ausgeführt; einzig das Frontfassadenfenster entwickelt farbliche Vitalität. Die kleinen Eingangsfenster stellen zweimal ein Kreuz sowie die Taube des Heiligen Geistes und eine Sternblume dar.

### Orgel
Die erste Orgel der Kirche war ein Walcker-Instrument, es wurde 1902 eingebaut. Im Jahr 1968 installierte die Kölner Orgelbaufirma Willi Peter einen Neubau. Dabei wurden Teile der alten Orgel verwendet, darunter einige Register. Das neue Schleifladeninstrument mit elektrischer Traktur verfügt über 2815 Orgelpfeifen bei 41 Registern auf drei Manualen und Pedal. Die Anordnung der Orgel im Sichtzentrum des Kirchraums hinter dem Altar ist ungewöhnlich. Der Umriss der Orgel erinnert an die Gestalt eines Engels. Beim Neubau beriet der Orgelspezialist Walter Supper, der auch die Front des Instruments entwarf.
| I Hauptwerk C–g3 |              |               |
| 1.               | Pommer       | 16′ (1902)    |
| 2.               | Principal    | 8′            |
| 3.               | Koppelflöte  | 8′ (1902)     |
| 4.               | Octave       | 4′ (1902)     |
| 5.               | Blockflöte   | 4′ (1902)     |
| 6.               | Quinte       | 2 ⁄3′ (1902)  |
| 7.               | Principal    | 2′            |
| 8.               | Flöte        | 2′ (1902)     |
| 9.               | Terz         | 1 3⁄5′ (1902) |
| 10.              | Mixtur IV–VI | 2′ (1902)     |
| 11.              | Cimbel III   | 1⁄2′          |
| 12.              | Trompete     | 8′ (1902)     |

| II Rückpositiv C–g3 |                 |      |
| 13.                 | Musiziergedeckt | 8′   |
| 14.                 | Rohrflöte       | 4′   |
| 15.                 | Praestant       | 2′   |
| 16.                 | Terzian II      |      |
| 17.                 | Cimbel III      | 2⁄3′ |
| 18.                 | Vox Humana      | 8′   |
|                     |                 |      |
|                     | Tremulant       |      |

| III Schwellwerk C–g3 |                      |              |
| 19.                  | Rohrflöte            | 8′ (1902)    |
| 20.                  | Salicional           | 8′           |
| 21.                  | Spitzgambe           | 8′           |
| 22.                  | Principal            | 4′ (1902)    |
| 23.                  | Spillflöte           | 4′           |
| 24.                  | Schweizerpfeife      | 2′           |
| 25.                  | Nasat                | 1 ⁄3′ (1902) |
| 26.                  | Principal            | 1′           |
| 27.                  | None                 | 8⁄9′         |
| 28.                  | Sesquialtera II      | 2 ⁄3′        |
| 29.                  | Scharf IV            | 1′           |
| 30.                  | Basson-Schalmei      | 16′          |
| 31.                  | Trompette harmonique | 8′           |
|                      | Tremulant            |              |

| Pedal C–f1 |               |              |
| 32.        | Principal     | 16′          |
| 33.        | Subbaß        | 16′          |
| 34.        | Octavbaß      | 8′           |
| 35.        | Gedecktbaß    | 8′ (1902)    |
| 36.        | Choralbaß     | 4′           |
| 37.        | Rohrtraverse  | 2′           |
| 38.        | Hintersatz IV | 2 ⁄3′ (1902) |
| 39.        | Posaune       | 16′          |
| 40.        | Trompete      | 8′ (1902)    |
| 41.        | Klarine       | 4′ (1902)    |

- Koppeln: I/P, II/P, III/P